# Giulian Biancone
Giulian Biancone, född 31 mars 2000, är en fransk fotbollsspelare som spelar för grekiska Olympiakos.

## Klubbkarriär

### Tidig karriär
Biancone föddes i Fréjus och började spela fotboll som sexåring i AS Maximoise. 2011 gick han till EFC Fréjus Saint-Raphaël och sommaren 2015 flyttade han vidare till AS Monaco.

### AS Monaco
Biancone gjorde sin proffsdebut för AS Monaco den 28 november 2018 i en 0–2-förlust mot Atlético Madrid i Champions League. Den 19 december 2018 gjorde han det avgörande 1–0-målet i en vinst över Lorient i Franska ligacupen. Biancone gjorde sin Ligue 1-debut den 22 december 2018 i en 0–2-förlust mot Guingamp.

### Cercle Brugge
Den 1 juli 2019 skrev Biancone på sitt första proffskontrakt med AS Monaco och lånades samtidigt ut till belgiska Cercle Brugge på ett säsongslån. Han debuterade i Jupiler League den 3 augusti 2019 i en 1–3-förlust mot KV Oostende. Totalt spelade Biancone 25 ligmatcher och gjorde ett mål under säsongen 2019/2020.
Den 5 oktober 2020 förlängde Biancone sitt kontrakt i AS Monaco fram till 2024 och blev samtidigt utlånad för andra gången till Cercle Brugge.

### Troyes
Den 12 augusti 2021 värvades Biancone av Troyes, där han skrev på ett femårskontrakt.

### Nottingham Forest
Den 3 juli 2022 värvades Biancone av Nottingham Forest, där han skrev på ett treårskontrakt.

### Olympiakos
I september 2023 värvades Biancone av grekiska Olympiakos.

## Landslagskarriär
Biancone debuterade för Frankrikes U19-landslag den 13 oktober 2018 i en 4–0-vinst över Armenien, där han blev inbytt i den 82:a minuten. Biancone var en del av Frankrikes trupp vid U19-EM 2019, som blev utslagna efter straffar i semifinalen mot Spanien. Han spelade endast en match i turneringen, den 21 juli 2019 mot Norge (1–0-vinst). Totalt spelade Biancone sju matcher för U19-landslaget mellan 2018 och 2019.